# Dasyatis izuensis
Dasyatis izuensis és una espècie de peix de la família dels dasiàtids i de l'ordre dels myliobatiformes.

## Morfologia
Els mascles poden assolir 41,8 cm de longitud total.

## Reproducció
És ovovivípar.

## Hàbitat
És un peix marí, de clima subtropical i demersal que viu fins als 10 m de fondària.

## Distribució geogràfica
Es troba a l'oceà Pacífic nord-occidental: Península d'Izu (costa pacífica del Japó).

## Observacions
És inofensiu per als humans.